# Марк Сатін
Марк Івор Сатін (нар. 16 листопада 1946) — американський політичний теоретик, автор і публіцист. Найбільш відомий за внесок у розвиток і поширення трьох політичних перспектив — неопацифізму у 1960-ті роки, політики нью-ейдж у 1970-х і 1980-х роки, і радикального центризму у 1990-х і 2000-х роки. Робота Сатіна іноді розглядається як підготовка до нової політичної ідеології, яку часто називають «трансформаційною», «постліберальною», або «постмарксистською». Один історик називає роботи Сатіна «пост-хіп».
Після еміграції до Канади у віці 20 років, щоб не служити у війні у В'єтнамі, Сатін став співзасновником Антипризовної програми Торонто, яка допомагала у переселенні американських противників війни до Канади. Він також написав «Manual for Draft-Age Immigrants to Canada» (1968), що був проданий більше ніж сто тисяч разів. після певного періоду, Автор Мерилін Фергюсон описує, як Саиін «анти-амбіції експеримент», Також написав «New Age Politics» (1978). Сатін поширював свої ідеї шляхом заснування  американської політичної організації «New World Alliance», а також шляхом публікування міжнародних політичних новин «New Options». Він також розробив основні тези американської «Партії зелених», «Ten Key Values».
Після періоду політичного розчарування, витрачені в основному на юрфаці і практики підприємницького права, Сатін запустив нову політичну газету і написав книгу, радикальні Середні (2004). Обидва проекти критикували політичну заангажованість і прагнули сприяти взаємному навчанню та інноваційній політиці синтезу в соціальних і культурних відмінностей. В інтерв'ю, Сатін протиставляє старі радикальні гасла «наважуються боротися, сміливий, щоб виграти» з його радикально-середніми варіантами, «сміти синтезувати, зважився прийняти все це».
Сатінбув описаний як «барвистий» та «інтенсивний», і всі його ініціативи були спірними. Приведення супротивників війни в Канаду було засуджено з боку багатьох рухів проти війни у В'єтнамі. Нью-ейдж політика не віталась багатьма традиційними лівими чи правими силами, і середній радикал стривожив ще більш широкий сегмент американського політичного співтовариства. Навіть особисте життя Сатіна породило суперечки.

## Ранні роки
У середині 1960-х років американські радикали приїхали з невеликих міст на Середньому Заході і південно-заході, як Сатін: він виріс у Мурхеде, штат Міннесота, і Уічіто-Фолс, штат Техас. його батько, який бачив бої Другої Світової Війни, був професором коледжу і автором підручника з західної цивілізації епохи холодної війни . його мати була домогосподаркою.
В юності, Сатін був неспокійний і бунтівний, і його поведінка не змінитлась, після закінчення університету. На початку 1965 року, у віці 18 років, він покинув Університет штату Іллінойс для роботи з Студентський Ненасильницький Координаційним комітетом в Холлі-Спрінгс, Міссісіпі. пізніше в тому ж році йому запропонували покинути Університет середнього Заходу, в Техасі, за відмову підписати присягу відданості Конституції Сполучених Штатів. у 1966 році він став президентом студентів демократичного суспільства, і допоміг набрати майже 20 % студентів, щоб приєднатися. Пізніше він покинув і цю справу, потім емігрував в Канаду, щоб не служити у війні у В'єтнамі.
Перш ніж Сатін виїхав в Канаду, його батько сказав йому, що він намагався знищити себе. його мати сказала журналу Домашня Леді ,що вона не може миритися з її діями її сина. Сатін говорить, що він прибув до Канади й здивувався, що його не підтримують. за даними преси, багато членів В'єтнамської війни опору почуваються так само .

## Неопацифізм, 1960
На початку 1967 року, багато американських пацифістів і радикалів не поділяли поглядів  на еміграцію в Канаду як засіб опору В'єтнамській війні. для деяких це відбилось на переконаності в тому, що ефективне військовий опір вимагає самопожертви. для інших це було питання стратегії — еміграція відбулась, щоб зробти шось корисніше, ніж сидіти у в'язниці
або дезертирувати з війська, або покидання позицій. по-перше, студенти демократичного суспільства і багатьох Квакерів проект психологи проти сприяння канадської альтернативи, і Канади в найбільших групові консультації, проект програми студентського Союзу за мир дій (супу) — , Рада якого складався в основному з Квакерів і радикалів — з розумінням відноситься до таких закликів до розсудливості. У січні 1967 року його прес-секретар попередив американську аудиторії, що Імміграція важка і що ця програма не бажає виступати «нянькою» для американців після того, як вони приїхали. Він додав, що він втомився від спілкування з пресою.

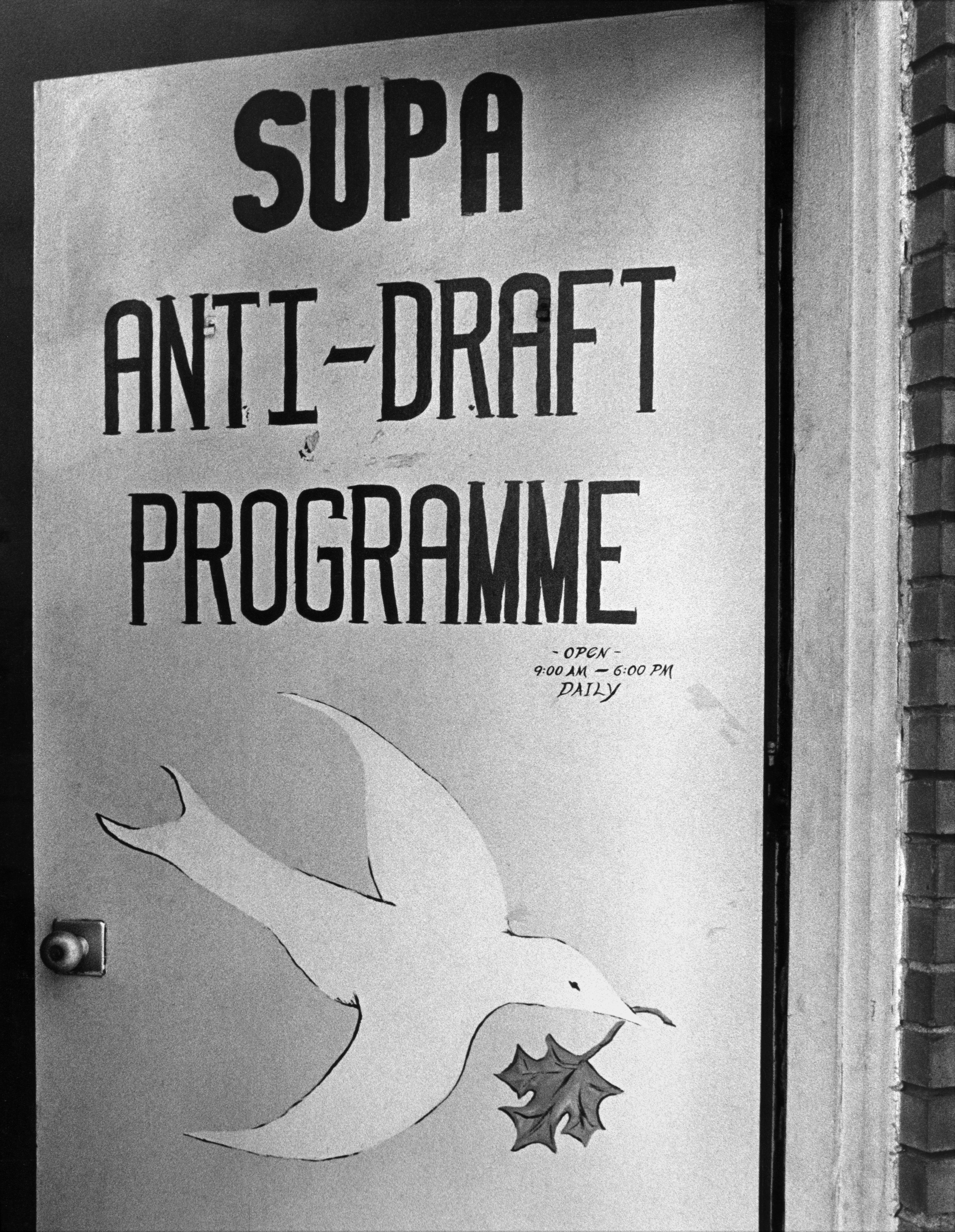
«Сонячний жовтий» вуличні двері в офіс Сатіна на жвавій вулиці Спадина-Авеню в Торонто, серпень 1967. (Фото: Джон Ф. Філліпс.)

Коли Марк Сатин був найнятий як директор програми у квітні 1967 року, він спробував змінити свою культуру. Він також намагався змінити ставлення до війни рух опору до еміграції. Його зусилля тривали і після супу впала, і він заснував Торонто Анти-проект програми, в основному той же рада директорів, в жовтні 1967 року. замість вихваляючи самопожертву, він підкреслив важливість самозбереження і саморозвитку соціальних змін. , а не співчуваючих з пацифістами і радикалами стратегічні проблеми, він спростував, сказавши Нью-Йорк Таймс , що масова еміграція з призовного віку американці могли б допомогти закінчити війну, і говорить іншому репортеру, що потраплю до в'язниці був поганий піар.
Де програми після розголосу труднощі імміграції, Сатин підкреслює компетентність свого проекту консультування операція, і навіть сказали давати готівкою, щоб іммігранти, які залишилися без коштів.
Замість відмови «няньчитися» американців після того, як вони приїхали, Сатин, зроблені після еміграції допомогу головним пріоритетом. Скоро красувалася зручними меблями, плитою, а також безкоштовним харчуванням; протягом декількох місяців, 200 жителів Торонто відкрили свої будинки для противників війни і робота по встановленню служба була створена. нарешті, замість того, щоб висловити байдужість до журналістів, Сатин доглядав за ними, і багато відповіли, починаючи з травня 1967 року в статті в Нью-Йорк Тайме мегезін , які включали в себе великі картини з атласних консультації В'єтнамській війні опору в відремонтований офіс. деякі із реклама орієнтована на Сатин як на його причину. на думку історика П'єр Бертон, Сатин був настільки помітний, що він став неофіційним прес-секретар об'єднання противників війни в Канаді.